# Environnement à Chypre
L'environnement à Chypre est l'environnement (ensemble des éléments - biotiques ou abiotiques - qui entourent un individu ou une espèce et dont certains contribuent directement à subvenir à ses besoins) de Chypre.

## La biodiversité à Chypre

### Milieux
Le climat chypriote est méditerranéen avec des étés très chauds et très secs et des hivers frais et humides. Chypre est l'île la plus chaude de la Méditerranée et Nicosie est une ville qui connaît des températures particulièrement élevées avec une moyenne annuelle de 20,0 °C. Les hivers sont tempérés (température moyenne en janvier-février 5 à 6 °C pour les minimales et 15−16 °C pour les maximales). Les étés sont presque torrides (température moyenne en juillet 23 °C - 37 °C avec, en moyenne, 79 jours par an où la température atteint ou dépasse 35 °C.)

### Faune et flore
Chypre est une des zones de reproduction traditionnelles des tortues Caouanne, espèce protégées.

## Impacts sur les milieux naturels

### Activités humaines

#### Agriculture, pêche et chasse

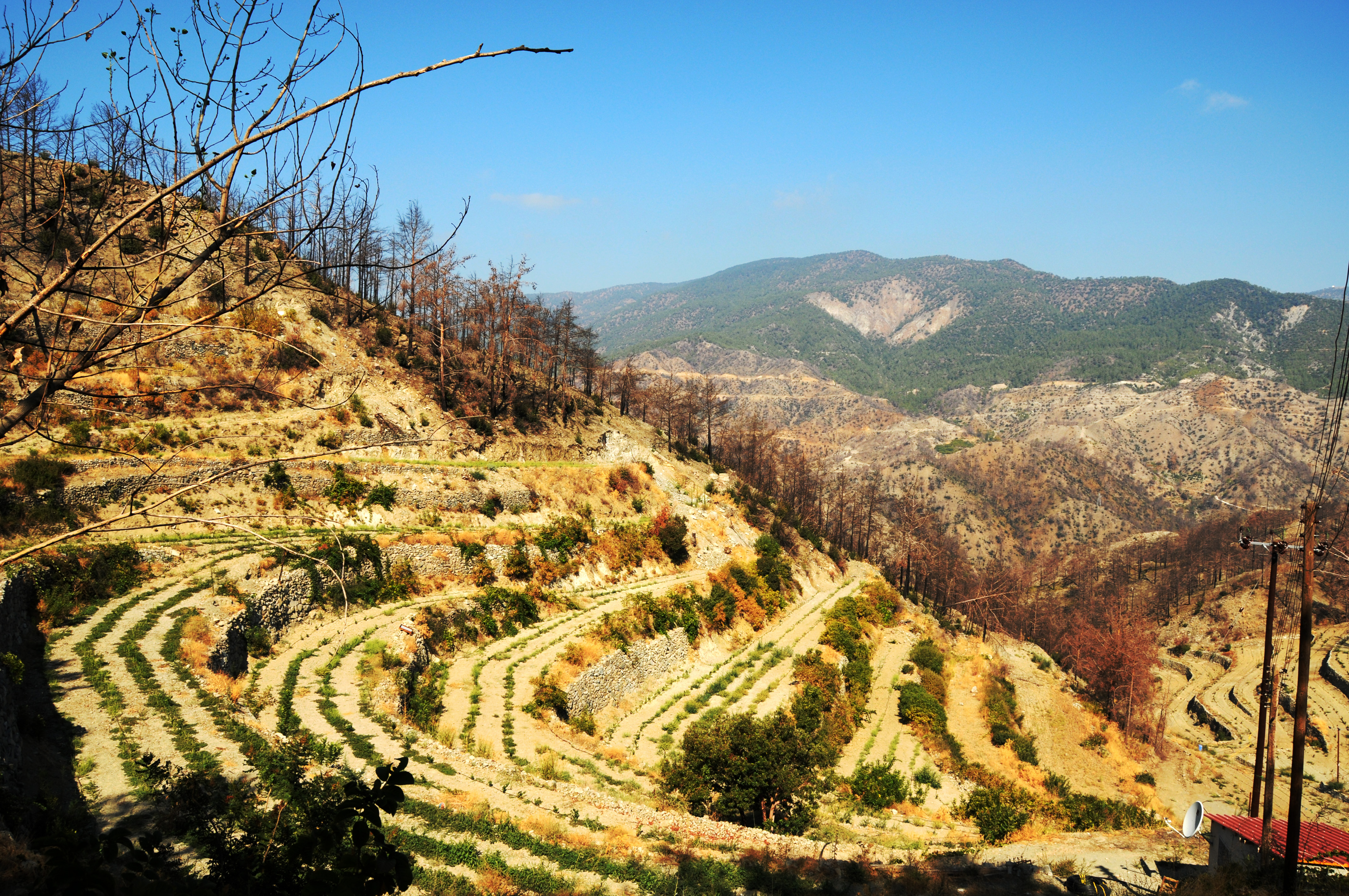
Vignoble d'altitude sur piémont calcaire à Palendria

Le secteur traditionnel agricole de type méditerranéen souffre d'une sécheresse persistante. Seulement 15 % du territoire est cultivé. Les principales productions sont la pomme de terre, le raisin, le citron, l’orge, le blé, la caroube et l’olive. L'élevage constitue un secteur important (ovins, caprins, porcs) mais la pêche est peu développée. Les vignobles se situent principalement dans le sud-ouest de l'île. La surface viticole est d'environ 10 000 hectares.
La chasse à la glu, décriée, est pratiquée. En 2012, l’association Committee Against Bird Slaughter (« Comité contre le massacre des oiseaux ») a détruit près de 9 000 pièges à Chypre.

### Pression sur les ressources

#### Pression sur les ressources non renouvelables
Les principales ressources de l'île sont le cuivre, pyrite, amiante, gypse, bois, sel, marbre et une terre argileuse.

### Pression sur les sols et l'eau
Le manque d'eau est un problème récurrent et historique à Chypre, qui ne dispose pas de réserves naturelles, et ne connaît que des pluies irrégulières. Des usines de désalinisation sont utilisées depuis le début du XXIe siècle. En 2022, elles fournissent 70 % de l'eau potable. Les 30 % restants sont puisés dans des nappes phréatiques qui se tarissent, et qui sont détériorées et polluées par les eaux usées, les déchets industriels, ainsi que les intrants chimiques utilisés dans l'agriculture. La plupart des scénarios de réchauffement climatique prévoient une désertification du pourtour méditerranéen, qui frappe déjà Chypre. Les actuelles usines de désalinisation, très énergivores, et dépendant quasi exclusivement d'énergies fossiles importées, sont condamnées à moyen terme par la nécessité de sortir de la dépendance économique aux importations de ces énergies fossiles, très couteuse, et pour limiter les émissions de CO2.
La consommation d'eau de la population actuelle, très supérieure aux ressources soutenables en eau, est déjà envisagée comme un défi vital dans un monde où l'énergie se raréfie, et où les problèmes de sécheresse deviennent plus aigus.
Chypre connait également des problèmes de dégradations côtières, et de destruction des habitats de la vie sauvage par l'urbanisation.

## Politique environnementale à Chypre
Accords internationaux
Chypre adhère aux accords sur :
- La pollution de l'air,
- La biodiversité,
- L'évolution du climat,
- L'évolution du climat - Protocole de Kyoto,
- La désertification,
- Les espèces en voie de disparition,
- La modification de l'environnement,
- les déchets dangereux,
- La loi de la mer,
- Déversement de produits dans la mer,
- L'interdiction des essais nucléaires,
- La protection de la couche d'ozone,
- La pollution par les navires.

Signé, mais non ratifié :
- La pollution de l'air - Polluants organiques persistants.